# 千奇百趣 (系列)
《千奇百趣》是香港電視廣播有限公司向日本朝日電視台購買版權而製作，或參照自行製作的一個資訊遊戲電視節目，以高清技術拍攝。節目主持為森美、阮小儀。節目共分為10輯：
- 第1輯節目於2009年6月19日起至2009年7月15日播放。
- 第2輯節目於2010年4月5日起至2010年5月14日播放。
- 第3輯節目於2010年7月19日起至2010年10月2日播放。
- 第4輯節目於2010年12月13日起至2011年1月7日播放。
- 第5輯節目於2011年8月1日起至2011年9月10日播放。
- 第6輯節目於2012年2月25日起至2012年6月16日播放。
- 第7輯節目於2012年8月20日起至2012年10月5日播放。
- 第8輯節目於2013年7月15日起至2013年8月16日播放。
- 第9輯節目於2014年9月15日起至2014年10月10日播放。
- 第10輯節目於2017年2月27日起至2017年3月25日播放。

## 節目內容

### 口號或主題曲
第1、第2、第5、第6、第7、第8、第9輯皆有口號：
- 第 1 輯：「珍奇到O嘴」
- 第 2 輯：「香港地，卜卜趣，卜卜卜……」
- 第 5 輯：「oh，oh，oh，oh，oh my O唇」
- 第 6 輯：「啊~高B！[猜包剪揼，然後指着輸了的人說] 啊~低B！」
- 第 7 輯：「Happy happy party time！」
- 第 8 輯：「香港人，FREE D！」
- 第 9 輯：「今晚你揀A定B」

而第3及第4輯則取消了口號，增設主題曲。第5輯起，則同時有主題曲及口號。

### 遊戲規則
主持會播放數段關於日本（或第2輯為香港、第5輯為省港澳地區、第7輯為東南亞地區、第8輯混合香港及日本、第10輯混合香港、台灣及日本）的趣怪事情的影片。嘉賓們會為每段影片的趣怪程度評分，最高可給10個「珍」（第2輯起改為「趣」）。當嘉賓給予10個「珍」或「趣」時，此評分稱為「爆珍」或「爆趣」。第8輯起取消評分環節。
每集最後一個片段則要考驗嘉賓的智力，根據片段回答問題。根據主持的判斷，會決定哪位嘉賓進入最後環節。而第2/5輯的玩法卻另有不同，在每個片段後都有問題需要嘉賓回答，並會累積分數，決定勝負。
由第2輯起，如果嘉賓的答案偏離現實，甚至達離譜程度，更會遭座位上的弹簧裝置攻擊，如大拳頭「扑撃」。

### 熱身遊戲
於每集正式開始前都有小遊戲讓嘉賓暖身。

### 獎賞及懲罰
- 第 1 輯設有大懲罰及大獎賞，主要是以食品，獎賞多為日本珍貴產品。
- 第 2 輯則設有「浪漫啜啜櫈」。
- 第 3 輯沒有表明為獎賞或懲罰，而設為小特訓及大特訓，特訓按錄影場地而設計。
- 第 4 輯只設大獎賞（實際上是懲罰），名為「X'mas Ball或New Year Ball」。
- 第 5 輯只設大懲罰，名為「捕獲美人魚」。
- 第 6 輯只設大懲罰，名為「硬食大粉擦」。
- 第 7 輯只設大懲罰，名為「等著你過來」。
- 第 8 輯只設大懲罰，名為「千奇百趣照妖鏡」。
- 第 9 輯只設大懲罰，名為「千奇百趣埋你單」。
- 第 10 輯只設大懲罰，名為「特攻Power笠」。

## 各輯節目

### 第1輯：千奇百趣
- 2009年6月19日開始播映的《千奇百趣》，為向日本朝日電視台購買版權而製作，內容全為日本景點。
- 每集均有3位嘉賓參與遊戲。
- 2009年7月15日播出的最後一集為回顧篇。

### 第2輯：千奇百趣香港地
- 2010年4月5日開始播映的《千奇百趣香港地》，為無綫電視仿效製作，內容全為香港景點。
- 每集均有3組嘉賓參與遊戲，每組人數為1至2位不等。

### 第3輯：千奇百趣Summer Fun
- 2010年7月19日開始播映的《千奇百趣Summer Fun》，為向日本朝日電視台購買版權而製作，內容全為日本景點。節目首次進行戶外錄影，以夏日為主題。
- 每集均有3組嘉賓參與遊戲，每組人數為1至4位不等。
- 2010年10月2日分別於2個時段播出特別版《千奇百趣Summer Party》及回顧篇《10 Fun千奇百趣》。

### 第4輯：千奇百趣Winter Fun
- 2010年12月13日開始播映的《千奇百趣Winter Fun》，為向日本朝日電視台購買版權而製作，內容全為日本景點。節目以冬日為主題。
- 每集均有3組嘉賓參與遊戲，每組人數為1至3位不等。
- 2011年1月7日播出的最後一集為回顧篇，名為《千奇百趣十大Fun》。

### 第5輯：千奇百趣省港澳
- 2011年8月1日開始播映的《千奇百趣省港澳》，為無綫電視仿效製作，內容全為省港澳地區景點。
- 每集均有3組嘉賓參與遊戲，每組人數為1至2位不等。
- 2011年9月9日播出的為回顧篇，9月10日播出的最後一集為特別版《千奇百趣終極反擊戰》。

### 第6輯：千奇百趣高B班
- 2012年2月25日開始播映的《千奇百趣高B班》，為向日本朝日電視台購買版權而製作，內容全為日本景點。節目以課室為主題。
- 每集均有3組嘉賓參與遊戲，每組人數為2位。

### 第7輯：千奇百趣東南亞
- 2012年8月20日開始播映的《千奇百趣東南亞》，為無綫電視及Astro華麗台合作仿效製作，内容全為東南亞地區（馬來西亞、泰國及香港）景點，並由5位Astro華麗台藝員及胡慧冲作外景主持。
- 每集均有3組嘉賓參與遊戲，每組人數為1至2位不等。
- 本輯節目於2012無綫節目巡禮中原為《千奇百趣馬來西亞》。

### 第8輯：千奇百趣玩FREE D
- 2013年7月15日開始播映的《千奇百趣玩FREE D》，為向日本朝日電視台購買版權而製作，內容為日本景點；另外亦有部份香港景點為無綫電視仿效製作。節目以競技場為主題。
- 本輯是首次在每段影片出現「趣」之前競猜影片的「爆趣」之處，以及首次取消評分環節。
- 每集均有2組嘉賓參與遊戲，每組人數為2位。

### 第9輯：千奇百趣玩HIGH D
- 2014年9月15日開始播映的《千奇百趣玩HIGH D》，為向日本朝日電視台購買版權而製作，內容全為日本景點。節目以茶餐廳為主題。
- 本輯是首次在每段影片前競猜影片的二選一問題，TVB fun用戶跟嘉賓一樣答題，不過是隨抽出一條問題，以及首次在TVB fun取消選出「爆趣」環節。
- 每集均有2組嘉賓參與遊戲，每組人數為2位。

### 第10輯：千奇百趣特工隊
- 由於系列旁白林保全於2015年1月2日離世，所以本輯的旁白改為馬家豪。
- 2017年2月27日開始播映的《千奇百趣特工隊》，為向日本朝日電視台購買版權而製作，內容為日本景點；另外亦有部份香港及台灣景點為無綫電視仿效製作。節目以特工為主題。
- 由於高清翡翠台於2016年2月22日改名為J5（後再改名為無綫財經·資訊台，再於2022年9月5日更名為財經 體育 資訊台），所以本輯節目開始改為僅於翡翠台播放。
- 每集均有2組嘉賓參與遊戲，每組人數為2位。

## 外部連結
- 無綫電視節目網頁 - 千奇百趣香港地（页面存档备份，存于）
- 無綫電視節目網頁 - 千奇百趣Summer Fun（页面存档备份，存于）
- 無綫電視節目網頁 - 千奇百趣Winter Fun（页面存档备份，存于）
- 無綫電視節目網頁 - 千奇百趣省港澳（页面存档备份，存于）
- 無綫電視節目網頁 - 千奇百趣高B班（页面存档备份，存于）
- 無綫電視節目網頁 - 千奇百趣東南亞（页面存档备份，存于）
- 無綫電視節目網頁 - 千奇百趣玩FREE D（页面存档备份，存于）
- 無綫電視節目網頁 - 千奇百趣玩HIGH D（页面存档备份，存于）
- 無綫電視節目網頁 - 千奇百趣特工隊（页面存档备份，存于）